# Carl Daniel Åslund
Carl Daniel "Dan" Åslund, född 11 oktober 1919 i Stockholm, död 1 februari 2011 i Karlshamn, var en svensk målare, författare, reklam- och idrottsman.
Åslund växte upp i Djursholm och arbetade en tid i mitten av 1940-talet som polis på Frösön, innan han 1948 blev annonschef på Jämtlands Tidning. I mitten på 1950-talet flyttade han till ABU-fabriken i Svängsta där han var reklamchef och redaktör för Napp och Nytt-katalogen fram till pensioneringen. Vid casting-mästerskapen i Nürnberg 1963 blev Åslund både världs- och Europamästare.

## Familj
Daniel Åslunds föräldrar var konstnären Elis Åslund och Signe Kristina Wetterhall. Han var brorson till konstnären Helmer Osslund och författaren Frida Åslund. Daniels farfar och namne, Daniel Åslund var i början av 1900-talet bosatt på och ägare till Danielsberg i Matfors.